# Karl Oberste-Brink
Karl Oberste-Brink (* 15. Juni 1885 in Langendreer bei Bochum; † 17. Januar 1966 in Essen) war ein deutscher Geologe, Paläobotaniker und Bergbau-Fachmann.

## Leben
Karl Oberste-Brink war der Sohn eines Bergmanns (Steiger) in Witten. Er absolvierte nach dem Abitur 1905 eine Lehre als Markscheider in Witten und studierte 1907 bis 1911 Markscheidekunde und Geologie an der Bergakademie Berlin. Nach der Prüfung zum Markscheider beim Oberbergamt Dortmund 1911 arbeitete er bei der Zeche Zollern-Germania der Gelsenkirchener Bergwerks AG (GBAG) in Dortmund. 1914 wurde er an der Universität Münster mit einer Dissertation aus der Paläobotanik bei Theodor Wegner (1880–1934) promoviert. 1916 wurde er Leiter der Abteilung Bergschäden der GBAG in deren Hauptverwaltung in Gelsenkirchen, erhielt 1925 Prokura und wurde 1926 Leiter der Bereiche Markscheidewesen, Bergschäden, Geologie und Wasserwirtschaft der neu gegründeten Vereinigten Stahlwerke. 1937 wurde er Direktor, 1940 wurde er Bergwerksdirektor und 1963 ging er in den Ruhestand. 1925 absolvierte er die Prüfung zum Diplom-Geologen an der Preußischen Geologischen Landesanstalt und 1929 habilitierte er sich an der Bergakademie Clausthal in angewandter Geologie. 1929 bis 1931 war er Privatdozent für Bergschadenskunden und angewandte Geologie und danach außerordentlicher Professor für Markscheidekunde an der TH Aachen.
Er war ein führender Bergbauexperte im Ruhrgebiet (unter anderem Bergschäden mit zahlreichen Gutachten, Wasserwirtschaft) und erarbeitete dort eine einheitliche Flözbeschreibung und er veröffentlichte eine Schachtbeschreibung der Bergwerke der Vereinigten Stahlwerke in 27 Bänden.
1941 wurde er Mitglied der Leopoldina.
Er war 25 Jahre im Vorstand der Emschergenossenschaft und 11 Jahre deren Vorsitzender.

## Schriften
- Beiträge zur Kenntnis der Farne und farnähnlichen Gewächse des Culms von Europa. In: Jahrbuch der Preußischen Geologischen Landesanstalt, Jg. 35 (1914), S. 63–153.
- mit Richard Bärtling: Die Durchführung einer einheitlichen Gliederung und Flözbenennung für das Produktive Karbon des rheinisch-westfälischen Industriebezirks. In: Zeitschrift der Deutschen Geologischen Gesellschaft, Jg. 80 (1928), S. 165–185 (Teil 1) und Jg. 82 (1930), S. 321–347 (Teil 2).
- mit Wilhelm Haack: Die Steinkohlenbergwerke der Vereinigte Stahlwerke AG, 27 Bände, 1929 bis 1939
- Stratigraphie und Tektonik des niederrheinisch-westfälischen Steinkohlengebietes. In: Der Deutsche Steinkohlenbergbau, Bd. 1: Geologie, Geophysik, Berechtsamswesen. Verlag Glückauf, Essen 1942, S. 9–98.